# Marcus Naevius Cerialis
Marcus Naevius Cerialis war ein antiker römischer Toreut (Metallarbeiter), der in der zweiten Hälfte des 1. Jahrhunderts in Kampanien tätig war.
Marcus Naevius Cerialis ist heute nur noch aufgrund von 14 Signaturstempeln bekannt. Bei 13 Stücken handelt es sich um Kasserollen, eines ist eine Badeschale. Acht Stücke wurden in Pompeji gefunden, vier weitere sicher oder wahrscheinlich an mehr oder weniger sicheren Fundplätzen in Italien. Mit 14 signierten Stücken ist Naevius Cerialis der antike Toreut, von dem heute noch die viertmeisten Stücke bekannt sind. Zudem sind es die meisten Stücke eines Toreuten, der nicht den beiden großen Toreuten-Familien der Cipier und der Ansier angehörte. Wie diese lebte und arbeitete er wohl in Kampanien. Neben Marcus Naevius Cerialis sind weitere Vertreter der Gens Naevius als Toreuten bekannt: Marcus Naevius Felix, Naevius Sabinus, Lucius Lucius Naevius, Letzterer mit dem Cognomen Naevius. Hinzu kommen die drei Brüder Lucius Naevius Eleuther, Narcissus und Thesmus sowie deren früherer Besitzer Lucius Naevius Helenus, die als vascularii (Hersteller von Bronzegefäßen), wenn auch nicht in Kampanien, sondern in Rom tätig waren. Die Signatur lautet lateinisch NAEVI CERIALIS, die nicht immer vollständig und nicht immer ausgeschrieben überliefert ist. Bei den Stücken handelt es sich um:
1. Bronzekasserolle, gefunden in Pompeji, heute im Deposito Archeologico Pompei.[1]
2. Bronzekasserolle, gefunden in Pompeji, heute im Deposito Archeologico Pompei.[2]
3. Bronzekasserolle, gefunden in Pompeji, heute im Archäologischen Nationalmuseum Neapel.[3]
4. Bronzekasserolle, gefunden in Pompeji, heute im Archäologischen Nationalmuseum Neapel.[4]
5. Bronzekasserolle, gefunden in Pompeji.[5]
6. Bronzekasserolle, gefunden in Pompeji, heute im Archäologischen Nationalmuseum Neapel.[6]
7. Bronzebadeschale, gefunden in Pompeji, heute im Archäologischen Nationalmuseum Neapel.[7]
8. Bronzekasserolle, gefunden in Pompeji, heute im Archäologischen Nationalmuseum Neapel.[8]
9. Bronzekasserolle, wohl in Perugia gefunden, heute in der Sammlung Ancona in Mailand.[9]
10. Bronzekasserolle, wohl in einem Grab in Montalbano Jonico gefunden, heute im Archäologischen Nationalmuseum Domenico Ridola in Matera.[10]
11. Bronzekasserolle, wohl in Italien gefunden, heute im British Museum, London.[11]
12. Bronzekasserolle, Innen versilbert, gefunden in Italien, heute im British Museum, London.[12]
13. Bronzekasserolle, heute im Museum Kam in Nijmegen.[13]
14. Bronzekasserolle, heute im Archäologischen Museum in Frankfurt.[14]

## Einzelbelege
1. ↑  Inventarnummer 3134; Richard Petrovszky: Studien zu römischen Bronzegefäßen mit Meisterstempeln. Leidorf, Buch am Erlbach 1993, S. 273–274, Nr. N.02.01.
2. ↑  Inventarnummer 1742; Richard Petrovszky: Studien zu römischen Bronzegefäßen mit Meisterstempeln. Leidorf, Buch am Erlbach 1993, S. 274, Nr. N.02.02.
3. ↑  Inventarnummer ?; Richard Petrovszky: Studien zu römischen Bronzegefäßen mit Meisterstempeln. Leidorf, Buch am Erlbach 1993, S. 274, Nr. N.02.03; CIL 6, 8071,46a; CIL 13, 10027 (bei Nummer 29).
4. ↑  Inventarnummer ?; Richard Petrovszky: Studien zu römischen Bronzegefäßen mit Meisterstempeln. Leidorf, Buch am Erlbach 1993, S. 274, Nr. N.02.04; CIL 6, 8071,46b; CIL 13, 10027 (bei Nummer 29).
5. ↑  Inventarnummer ?; Richard Petrovszky: Studien zu römischen Bronzegefäßen mit Meisterstempeln. Leidorf, Buch am Erlbach 1993, S. 274, Nr. N.02.05; CIL 6, 8071,46c; CIL 13, 10027 (bei Nummer 29).
6. ↑  Inventarnummer ?; Richard Petrovszky: Studien zu römischen Bronzegefäßen mit Meisterstempeln. Leidorf, Buch am Erlbach 1993, S. 274, Nr. N.02.06; CIL 6, 8071,46d; CIL 13, 10027 (bei Nummer 29).
7. ↑  Inventarnummer Bronzi min. Sangiorgio, Nummer 1253; Richard Petrovszky: Studien zu römischen Bronzegefäßen mit Meisterstempeln. Leidorf, Buch am Erlbach 1993, S. 274, Nr. N.02.07; CIL 6, 8071,46e; CIL 13, 10027 (bei Nummer 29).
8. ↑  Inventarnummer 73.249; Richard Petrovszky: Studien zu römischen Bronzegefäßen mit Meisterstempeln. Leidorf, Buch am Erlbach 1993, S. 274–275, Nr. N.02.08; CIL 6, 8071,47.
9. ↑  Inventarnummer ?; Richard Petrovszky: Studien zu römischen Bronzegefäßen mit Meisterstempeln. Leidorf, Buch am Erlbach 1993, S. 275, Nr. N.02.09; CIL 11, 6717,6; CIL 13, 10027 (bei Nummer 29).
10. ↑  Inventarnummer ?; Richard Petrovszky: Studien zu römischen Bronzegefäßen mit Meisterstempeln. Leidorf, Buch am Erlbach 1993, S. 275, Nr. N.02.10.
11. ↑  Inventarnummer 1836,0701.15; Richard Petrovszky: Studien zu römischen Bronzegefäßen mit Meisterstempeln. Leidorf, Buch am Erlbach 1993, S. 275, Nr. N.02.11; CIL 13, 10027 (bei Nummer 29); Eintrag im Online-Katalog des British Museums.
12. ↑  Inventarnummer 1836,0701.16; Richard Petrovszky: Studien zu römischen Bronzegefäßen mit Meisterstempeln. Leidorf, Buch am Erlbach 1993, S. 275, Nr. N.02.12; Eintrag im Online-Katalog des British Museums.
13. ↑  Inventarnummer XXIa,3; Richard Petrovszky: Studien zu römischen Bronzegefäßen mit Meisterstempeln. Leidorf, Buch am Erlbach 1993, S. 275, Nr. N.02.13.
14. ↑  Inventarnummer β 435; Richard Petrovszky: Studien zu römischen Bronzegefäßen mit Meisterstempeln. Leidorf, Buch am Erlbach 1993, S. 275–276, Nr. N.02.14.

| Personendaten    | Personendaten                              |
| ---------------- | ------------------------------------------ |
| NAME             | Naevius Cerialis, Marcus                   |
| ALTERNATIVNAMEN  | Cerialis, Marcus Naevius                   |
| KURZBESCHREIBUNG | antiker römischer Toreut                   |
| GEBURTSDATUM     | 1. Jahrhundert v. Chr. oder 1. Jahrhundert |
| STERBEDATUM      | 1. Jahrhundert oder 2. Jahrhundert         |